# Alfred Genthe
Alfred Genthe (* 1882 in Leipzig; † 25. Februar 1943) war ein deutscher Industriechemiker und Unternehmer (Glaswerke).
Genthe studierte Chemie in Leipzig und Berlin und wurde 1906 bei Wilhelm Ostwald in Leipzig promoviert (Beiträge zur Kenntnis des Leinöltrockenprozesses). Er war Assistent und von 1901 bis 1906 im Personalverzeichnis der Universität eingetragen. Nach seiner Zeit bei Ostwald war er bei der Firma C.Heyl in Worms, die Leder produzierte.
Er war zuletzt Leiter des Glashüttenwerks Dr. Genthe und Co. in Goslar, das er 1926 mit seinem Schwager Gerhard Weule gegründet hatte. Sie stellte Glas für Signal- und Beleuchtungsoptik her. Optiken für Leuchtfeuer wurden schon in der seit 1895 in Goslar bestehenden Firma der Familie von Gerhard Weule hergestellt. Die Produktion von großen Rohglaskörpern in der Firma Dr. Genthe und Co. (zum Beispiel für Leuchtfeuer und andere Großoptiken) machte Deutschland vom Ausland unabhängig. Die Firma stellte nach dem Krieg unter anderem Autoglas her und ging 2009 in die Insolvenz.